# دیوردی میترو
دیوردی میترو (مجاری: György Mitró؛ ۶ مارس ۱۹۳۰ – ۴ ژانویهٔ ۲۰۱۰) شناگر اهل مجارستان بود.